# Los Palacios y Villafranca
Los Palacios y Villafranca – gmina w Hiszpanii, w prowincji Sewilla, w Andaluzji, o powierzchni 109,47 km². W 2011 roku gmina liczyła 37 741 mieszkańców.
Urodzili się tutaj Gavi oraz Jesus Navas, hiszpańscy piłkarze.